# Lars Tolumnio
Lars Tolumnio (muerto en 437 a. C.) fue el rey más famoso de la ciudad etrusca de Veyes, a unos diez kilómetros al noroeste de la ciudad de Roma, conocido por haber iniciado el conflicto con la República de Roma que terminó con la destrucción de Veyes. Su nombre en etrusco era Larth Tulumnes, siendo la familia Tulumnes la dirigente de Veyes, según se sabe por las inscripciones votivas.

## Conflicto por Fidenas

Mapa del Lacio en el

Las guerras etruscas incluyen tres conflictos entre Roma y la ciudad etrusca de Veyes. Ambas ciudades tenían similar población y poderío; esto, unido a su cercanía les llevó a competir por años y acabar declarándose la guerra en 483 a. C. Los dos bandos se enfrentaron anualmente hasta el 480 a. C. con la victoria romana, pero los veyentanos todavía podían invadir la colina de Janículo. En respuesta, la gens Fabia hizo construir un fuerte romano en el territorio etrusco del río Crémera. Este sería destruido en 477 a. C. Tres años después se firma un tratado de paz de cuatro décadas. Por esas fechas, el tirano de Siracusa, Hierón I, se aliaba con su contraparte de Cumas, Aristodemo, para detener la expansión etrusca en el sur de Italia. En la batalla naval que siguió los etruscos perdieron su hegemonía en el centro de la península. Roma se mantuvo neutral.
Poco se sabe de Lars Tolumnio aparte de su intervención en la leyenda romana. Entra en la Historia cuando, a finales del siglo V a. C., la colonia romana de Fidenas se rebela contra la República. Los dirigentes de la revolución de Fidenas ofrecen el control de la ciudad a Tolumnio, que el rey acepta gustosamente, y cuando Roma envía a cuatro emisarios (Tulo Clelio, Cayo Fulcinio, Espurio Ancio y Lucio Roscio) a Veyes a exigir la subordinación de Fidenas, son ejecutados. La explicación legendaria de este hecho violento es que, en el momento en que los asistentes preguntaron a Tolumnio si debían ejecutarlos, el rey, que estaba jugando a los dados, y obtenido una buena jugada, exclamó: «¡Excelente!», lo que fue tomado como la orden de ejecución.

## Guerra con Roma

Mapa de la civilización etrusca.

El Senado romano, indignado por el proceder de Tolumnio, declaró la guerra a Veyes en 437 a. C. y envió un ejército mandado por el dictador Mamerco Emilio Mamercino a asediar la ciudad. Tolumnio murió en el conflicto, en combate singular con el tribuno militar Aulo Cornelio Coso (436 o 435 a. C.). Ninguna otra ciudad etrusca ayudó a Veyes. Ambos bandos firmaron un tratado de treinta años.
Veyes desaparecía durante la última guerra. Según Tito Livio fue sometida a un asedio de una década y en torno a 396 a. C. cayó. Fue destruida y su población transportada a Roma, duplicando su tamaño.

## Consecuencias
En 358 a. C. Roma entró en guerra con la ciudad etrusca de Tarquinia, a la que se sumaron después Faleria y Caere. El resto de las urbes etruscas no ayudaron. El conflicto comenzó cuando soldados de Tarquinia asaltaron territorio romano y se negaron a pagar una indemnización. Después de una gran victoria en 353 a. C. Caere firma la paz, dos años más tarde también sus aliadas.
En 311 a. C. las ciudades etruscas de Velzna, Perusia, Cortona, Arretio y Clusio atacaron la colonia romana de Sutri, fundada en antiguo territorio etrusco. Posiblemente coincidió con una guerra de los romanos contra samnitas y galos. Ese mismo año Roma obligó a Perusia, Cortona y Arretio a firmar la paz. Tres años más tarde lo haría Velzna. Como los romanos seguían con sus campañas anuales, los etruscos firmaron una alianza con los samnitas que serían vencidos en Sentino (295 a. C.). Después de eso las campañas romanas anuales continuaron. Los etruscos intentaron una alianza con los galos en Arretium (284 a. C.) y lago de Vadimon (283 a. C.). En 280 a. C. las urbes de Vulci, Velzna, Rusellae, Vetulonia, Populonia, Volaterrae y Tarquinia se volvieron aliadas de Roma. Al caer Caere en sus manos siete años después las guerras acabaron. Un último intento de desafiar la hegemonía romana sucedió en 241 a. C., una rebelión en Faleria.